# Kasteel Van Hoobrouck-Van Ten Hulle
Het Kasteel Van Hoobrouck-Van Ten Hulle is een kasteel in de tot de Oost-Vlaamse gemeente Deinze behorende plaats Landegem, gelegen aan Poeldendries 9.

## Geschiedenis
In 1749 werd er een bouwwerk op deze plaats afgebeeld op een landkaart. Het was gelegen binnen een cirkelvormige gracht. Het huidige kasteel werd in de 19e eeuw gebouwd, het werd verwoest tijdens de Eerste Wereldoorlog, en daarna herbouwd in min of meer de oorspronkelijke stijl.
Het werd achtereenvolgens bewoond door de families Van Hoobrouck-Van Ten Hulle, De Kerchove d'Ousselghem en Mahy.

## Domein
Het betreft een bakstenen bouwwerk met twee driehoekige frontons en links een veelhoekig torentje. Het kasteeltje ligt in een park van 5 ha dat is aangelegd in Engelse landschapsstijl met vijvers, een ijskelder van 1880, en dergelijke. Het kasteel bevat een wapenschild van de familie De Kerckhove d'Ousselghem.